# Shūshūd
Shūshūd (persiska: شوشود, Shūshūd-e Bālā) är en ort i Iran.   Den ligger i provinsen Khorasan, i den östra delen av landet, 800 km öster om huvudstaden Teheran. Shūshūd ligger 1 613 meter över havet och antalet invånare är 615.
Terrängen runt Shūshūd är platt åt nordost, men åt sydväst är den kuperad. Terrängen runt Shūshūd sluttar norrut.Runt Shūshūd är det glesbefolkat, med 12 invånare per kvadratkilometer. Shūshūd är det största samhället i trakten. Trakten runt Shūshūd är ofruktbar med lite eller ingen växtlighet.